# 吉國マツ
吉國 マツ（よしくに マツ、1870年3月11日（明治3年2月10日）- 1979年4月11日）は長寿日本一であった女性。晩年は大分県に居住していた。

## 来歴
現在の山口市に生まれる。広島市に移って呉服商の一人娘として育つ。結婚するも離婚し、2度目の夫とは死別した。1945年に広島で被爆し、1948年から大分県別府市の別府老人ホームに入所していた。
1976年9月発表の全国高齢者名簿では8位であった。
1977年8月、大阪府の川平小梅の死去により、107歳で長寿日本一の女性となり、1978年、新潟県の佐藤増太郎の死去により長寿日本一となる。存命時は泉重千代の記録が認定されていたため、泉に次ぐ日本2番目の長寿として報じられていた。
1979年4月11日、大分県別府市で死去した。109歳没。長寿日本一は北海道の古平コハルとなった。